# Yoel Tapia
Yoel Armando Tapia Gómez (* 11. September 1984 in San Fernando de Monte Cristi) ist ein ehemaliger dominikanischer Leichtathlet, der sich auf den Sprint spezialisiert hat. Seinen größten Erfolg feierte er mit dem Gewinn der Bronzemedaille über 4-mal 400 Meter bei den Hallenweltmeisterschaften 2008 in Valencia.

## Sportliche Laufbahn
Erste internationale Erfahrungen sammelte Yoel Tapia vermutlich im Jahr 2006, als er bei den Hallenweltmeisterschaften in Moskau mit 3:07,87 min im Vorlauf der 4-mal-400-Meter-Staffel ausschied. Im Mai belegte er bei den Ibero-Amerikanischen Meisterschaften in Ponce in 46,48 s den vierten Platz im 400-Meter-Lauf und siegte mit der Staffel in 3:06,11 min. Anschließend gelangte er bei den U23-NACAC-Meisterschaften in Santo Domingo mit 46,54 s auf Rang sieben über 400 Meter und belegte im Staffelbewerb in 3:14,10 min den fünften Platz. Zudem gewann er bei den Zentralamerika- und Karibikspielen (CAC) in Cartagenain 3:03,25 min die Bronzemedaille hinter den Teams aus Jamaika und Trinidad und Tobago. Im Jahr darauf belegte er bei den erstmals ausgetragenen NACAC-Meisterschaften in San Salvador in 46,09 s den fünften Platz im Einzelbewerb und gewann mit der Staffel in 3:04,96 min gemeinsam mit Carlos Santa, Pedro Mejía und Arismendy Peguero die Bronzemedaille hinter den Teams aus den Vereinigten Staaten und Jamaika. Anschließend gewann er bei den Panamerikanischen Spielen in Rio de Janeiro in 3:02,48 min gemeinsam mit Carlos Santa, Arismendy Peguero und Félix Sánchez die Bronzemedaille hinter den Bahamas und den USA. Zudem belegte er bei den Weltmeisterschaften in Osaka in 3:03,56 min den siebten Platz. 2008 gewann er bei den Hallenweltmeisterschaften in Valencia mit der Staffel in 3:07,77 min gemeinsam mit Arismendy Peguero, Carlos Santa und Pedro Mejía die Bronzemedaille hinter den Vereinigten Staaten und Jamaika. Im August kam er bei den Olympischen Sommerspielen in Peking mit 3:04,31 min nicht über den Vorlauf hinaus. Im Jahr darauf belegte er bei den CAC-Meisterschaften in Havanna in 46,50 s den siebten Platz über 400 Meter und gewann mit der Staffel in 3:03,30 min die Silbermedaille hinter dem kubanischen Team. Anschließend belegte er bei den Weltmeisterschaften in Berlin in 3:02,47 min den sechsten Platz. 2010 wurde er mit der Staffel bei den Hallenweltmeisterschaften in Doha im Finale disqualifiziert und Anfang Juni belegte er bei den Ibero-Amerikanischen Meisterschaften in San Fernando in 21,48 s den sechsten Platz im 200-Meter-Lauf. Zudem belegte er mit der 4-mal-100-Meter-Staffel in 40,15 s den fünften Platz und gelangte mit der 4-mal-400-Meter-Staffel mit 3:05,99 min auf Rang vier. Anschließend belegte er bei den Zentralamerika- und Karibikspielen in Mayagüez in 20,97 s den achten Platz über 200 Meter und gelangte mit der 4-mal-100-Meter-Staffel mit 39,42 s auf den sechsten Platz. Zudem wurde er mit der 4-mal-400-Meter-Staffel in 3:04,68 min Vierter. Im Jahr darauf wurde er bei den CAC-Meisterschaften ebendort im Finale über 200 Meter disqualifiziert und belegte mit der 4-mal-100-Meter-Staffel in 40,14 s den sechsten Platz. Zudem wurde er mit der 4-mal-400-Meter-Staffel in 3:04,10 min Vierter. Anschließend schied er bei den Panamerikanischen Spielen in Guadalajara mit 20,84 s im Halbfinale über 200 Meter aus und gewann mit der 4-mal-400-Meter-Staffel in 3:00,44 min gemeinsam mit Arismendy Peguero, Luguelín Santos und Gustavo Cuesta die Silbermedaille hinter dem kubanischen Team. Zudem gewann er im selben Jahr bei den Militärweltspielen in Rio de Janeiro in 20,88 s die Bronzemedaille über 200 Meter hinter dem Katarer Femi Ogunode und Aziz Ouhadi aus Marokko. 2012 wurde er aufgrund eines positiven Dopingtests auf Methylhexanamin für sechs Monate gesperrt und beendete daraufhin seine aktive sportliche Karriere im Alter von 28 Jahren.

## Persönliche Bestzeiten
- 200 Meter: 20,72 s (+0,6 m/s), 27. März 2010 in Santo Domingo
- 400 Meter: 45,76 s, 30. Januar 2010 in Santo Domingo
  - 400 Meter (Halle): 46,73 s, 6. März 2010 in Valencia